# Pawel Rjabinin
Pawel Nikolajewitsch Rjabinin (kasachisch Павел Николаевич Рябинин, * 8. April 1971 in Schtschutschinsk) ist ein ehemaliger kasachischer Skilangläufer.

## Werdegang
Rjabinin, der für den Dynamo Schtschutschinsk startete, belegte bei den nordischen Skiweltmeisterschaften 1993 in Falun den 47. Platz über 30 km klassisch und den 13. Rang mit der Staffel. Im folgenden Jahr lief er bei den Olympischen Winterspielen in Lillehammer auf den 34. Platz über 10 km klassisch und holte mit dem 29. Rang über 50 km klassisch und den 26. Rang in der Verfolgung seine ersten Weltcuppunkte. Zudem wurde er dort zusammen mit Nikolai Iwanow, Pawel Korolew und Andrei Newsorow Neunter in der Staffel. In der Saison 1994/95 kam er sechsmal in die Punkteränge und erreichte mit dem 52. Platz im Gesamtweltcup sein bestes Gesamtergebnis und mit dem 18. Platz über 15 km Freistil in Sappada sein bestes Einzelergebnis im Weltcup. Seine beste Platzierung bei den nordischen Skiweltmeisterschaften 1995 in Thunder Bay war der 24. Platz über 10 km klassisch. Bei den Winter-Asienspielen 1996 in Harbin gewann er jeweils die Goldmedaille über 10 km klassisch, 15 km Freistil und mit der Staffel. Seine besten Resultate bei den nordischen Skiweltmeisterschaften 1997 in Trondheim waren der 23. Platz über 10 km klassisch und der 12. Rang mit der Staffel und bei den Olympischen Winterspielen 1998 in Nagano der 16. Platz mit der Staffel und der 13. Rang über 30 km klassisch. In der Saison 1998/99 holte er bei den Winter-Asienspielen 1999 in Gangwon Silber über 15 km klassisch und Gold mit der Staffel und belegte bei den nordischen Skiweltmeisterschaften 1999 in Ramsau am Dachstein den 59. Platz über 30 km Freistil, den 24. Rang über 10 km klassisch und den 20. Platz in der Verfolgung. Zudem errang er dort zusammen mit Igor Subrilin, Wladimir Borzow und Andrei Newsorow den 12. Platz in der Staffel. Seine besten Ergebnisse bei den nordischen Skiweltmeisterschaften 2001 in Lahti waren der 24. Platz über 30 km klassisch und der 11. Rang mit der Staffel. Im folgenden Jahr absolvierte er bei den Olympischen Winterspielen in Salt Lake City seine letzten internationalen Rennen. Dort lief er auf den 42. Platz über 15 km klassisch und zusammen mit Andrei Golowko, Nikolai Tschebotko und Andrei Newsorow auf den 14. Rang in der Staffel.

## Teilnahmen an Weltmeisterschaften und Olympischen Winterspielen

### Olympische Winterspiele
- 1994 Lillehammer: 9. Platz Staffel, 26. Platz 15 km Verfolgung, 29. Platz 50 km klassisch, 34. Platz 10 km klassisch
- 1998 Nagano: 13. Platz 30 km klassisch, 16. Platz Staffel, 36. Platz 15 km Verfolgung, 50. Platz 10 km klassisch
- 2002 Salt Lake City: 14. Platz Staffel, 42. Platz 15 km klassisch

### Nordische Skiweltmeisterschaften
- 1993 Falun: 13. Platz Staffel, 47. Platz 30 km klassisch
- 1995 Thunder Bay: 24. Platz 10 km klassisch, 26. Platz 30 km klassisch, 27. Platz 15 km Verfolgung, 28. Platz 50 km Freistil
- 1997 Trondheim: 12. Platz Staffel, 23. Platz 10 km klassisch, 24. Platz 15 km Verfolgung, 29. Platz 50 km klassisch
- 1999 Ramsau am Dachstein: 12. Platz Staffel, 20. Platz 15 km Verfolgung, 24. Platz 10 km klassisch, 59. Platz 30 km Freistil
- 2001 Lahti: 11. Platz Staffel, 24. Platz 30 km klassisch, 33. Platz 20 km Skiathlon, 40. Platz 15 km klassisch

## Weltcup-Gesamtplatzierungen
| Saison  | Punkte | Platz |
| ------- | ------ | ----- |
| 1993/94 | 7      | 73.   |
| 1994/95 | 28     | 52.   |
| 1995/96 | 8      | 71.   |
| 1996/97 | 21     | 59.   |
| 1998/99 | 18     | 70.   |
| 2001/02 | 6      | 125.  |